# Жук Олександр Броніславович
Олександр Броніславович Жук (народився 18 березня 1989 у м. Новополоцьку, СРСР) — білоруський хокеїст, воротар. Виступає за «Хімік-СКА» (Новополоцьк) у Білоруській Екстралізі. 
Вихованець хокейної школи «Хімік-СКА» (Новополоцьк). Виступав за «Хімік-СКА 2» (Новополоцьк), ХК «Гомель», «Шинник» (Бобруйськ), ХК «Могильов».
У складі молодіжної збірної Білорусі учасник чемпіонату світу 2009 (дивізіон I). У складі юніорської збірної Білорусі учасник чемпіонату світу 2007 (дивізіон I).  